# Fotonový počítač
Fotonový počítač (též optický počítač, anglicky optical computing) je v informatice technologie, která pro výpočty používá fotony generované laserem nebo laserovou diodou. Použití fotonů by mělo umožnit vyšší přenosové rychlosti, než použití elektronů (tj. elektřiny) v klasických počítačích. Aktuálně probíhá aktivní výzkum a pokusy o integraci optických komponent do současných počítačů, protože takové nasazení této hybridní technologie umožňuje nejrychlejší krátkodobé úspěchy a využití jejího potenciálu. Zatím největší překážkou je převod optických signálů na elektrické signály a zpět, při kterém dochází ke zpoždění a 30% energetickým ztrátám. Tento problém mohou vyřešit jen kompletně optické počítače.